# Курнатовские
Курнатовские — польский дворянский род герба Ладья.
Его предки переселились во второй половине XVII века из Познани в Литву. Род Курнатовских был внесён Герольдией в VI часть родословной книги Гродненской губернии Российской империи.

## Известные представители
- Курнатовский, Сигизмунд Адамович (1782—1858) — наполеоновский бригадный генерал (1814), русский генерал-лейтенант, генерал-адъютант (1829) и сенатор.
- Курнатовская, Анна Адриановна (ур. Штамм; 1792— 1866 или 1869) — кавалерственная дама ордена Святой Екатерины меньшого креста (1856), супруга предыдущего.